# The Puppini Sisters

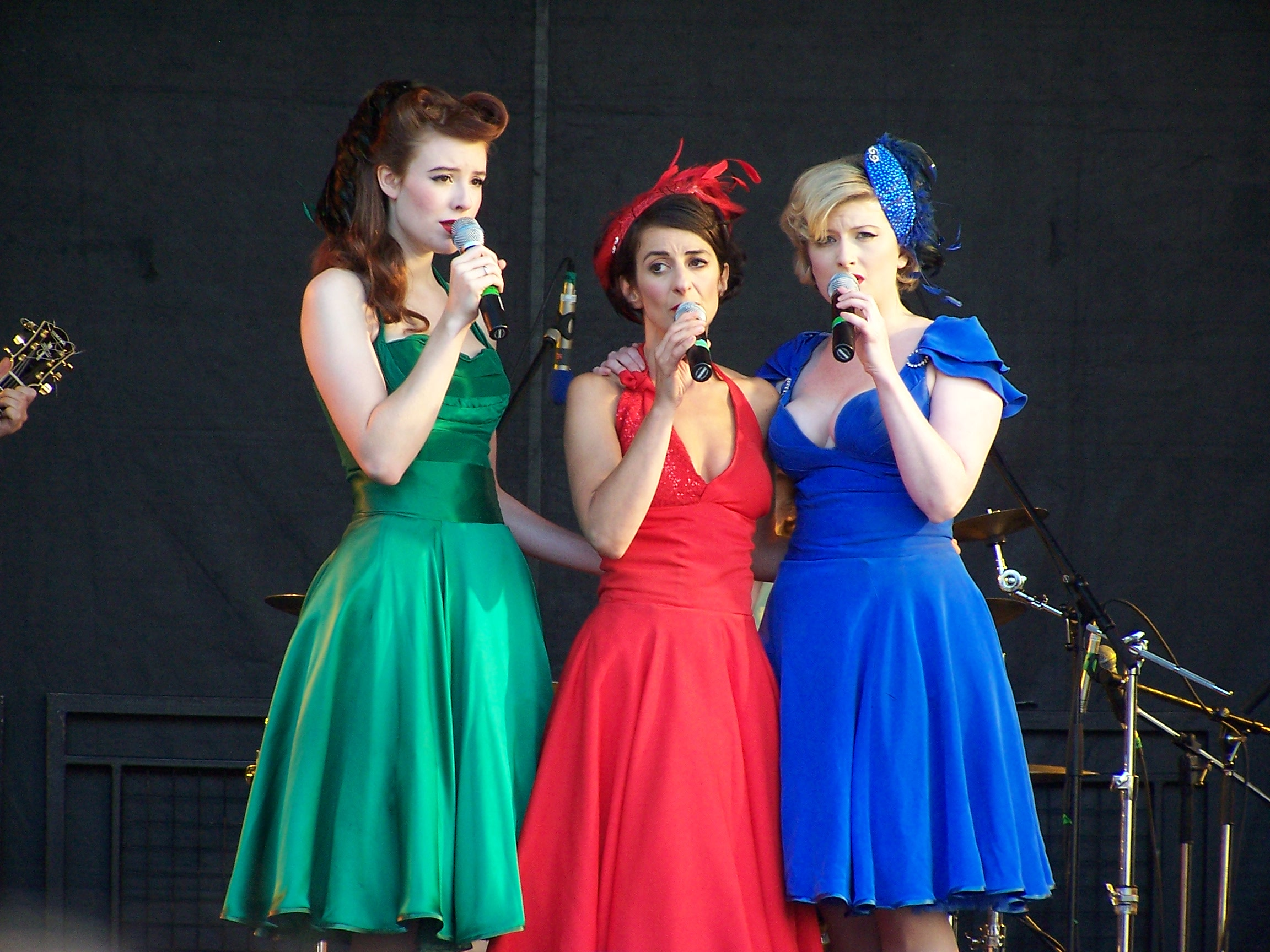
The Puppini Sisters, 2008

The Puppini Sisters – brytyjski zespół pop, wykonują muzykę głównie z lat 40 XX w. 
The Puppini Sisters tworzy kobiece trio: Marcella Puppini, Emma Smith, Kate Mullins.

## Dyskografia

### Single
- "Boogie Woogie Bugle Boy" (2006)
- "Jingle Bells/Silent Night (Little Match Seller)" (Grudzień 2006)
- "Spooky" (2007)
- "Crazy in Love" (2007)
- "Jilted" (2008)
- "It don't mean a thing"

### Albumy
- Betcha Bottom Dollar (31 lipca 2006 - Wielka Brytania, 1 maja 2007 - Stany Zjednoczone, marzec 2008 - Francja),
- The Rise and Fall of Ruby Woo (1 września 2007 - Wielka Brytania, luty 2008 - Stany Zjednoczone,
- Christmas with the Puppini Sisters (2010 - Wielka Brytania)